# Srednea, Șumen
Srednea (în bulgară Средня) este un sat în comuna Șumen, regiunea Șumen,  Bulgaria. 

## Demografie
Componența etnică a satului Srednea
     Turci (79,93%)
     Bulgari (19,74%)
     Nicio identificare (0,31%)
     Altele (0%)
La recensământul din 2011, populația satului Srednea era de 314 locuitori. Din punct de vedere etnic, majoritatea locuitorilor (79,93%) erau turci, cu o minoritate de bulgari (19,74%). Pentru 0,31% din locuitori nu este cunoscută apartenența etnică.